# Medvež'e
Medvež'e (in russo Медвежье?) è una città della Russia situata nell'oblast' di Leningrado (Luzhskij rajon), e conta 10 000 abitanti (2002).